# Castella la Nova

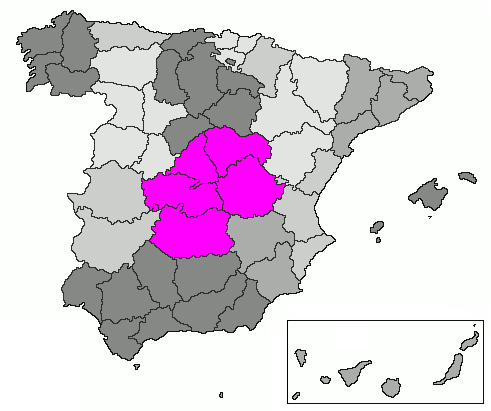
Mapa de Castella la Nova

Castella la Nova va ser una regió històrica castellana que comprenia aproximadament les actuals províncies de Ciudad Real, Conca, Guadalajara, Madrid i Toledo. Es componia, bàsicament, de les comarques històriques de La Alcarria, de La Sierra, i de la Manxa i al nord estava limitada per Castella la Vella, a l'est per l'Aragó i el Regne de València, al sud pel Regne de Múrcia i Andalusia i a l'oest per Extremadura.
El seu origen és l'extensa Taifa de Toledo, territori conquerit l'any 1085 pel rei Alfons VI de Castella. Des del segle xvi es comença a conèixer com a Castella la Nova.
El 1785, després de l'ordenament territorial de Floridablanca, Castella la Nova va quedar dividida en les províncies de Conca, Guadalajara, La Manxa, Madrid i Toledo, quedant fora de la regió el centre i sud de l'actual província d'Albacete que va quedar integrada dins de la província de Múrcia. En tot cas la regió només tenia entitat com a divisió territorial que merament apareixia en els mapes. Com succeí amb les altres regions històriques de Castella, ni durant l'Antic Règim ni amb l'Estat Liberal, la regió no va tenir cap mena de dimensió institucional, tampoc caràcter jurisdiccional, polític o administratiu.
Amb la divisió provincial de 1833 de Francisco Javier de Burgos, la província de La Manxa es va substituir per la de Ciudad Real, tot i que part del seu territori també va passar a les províncies de Toledo, Conca i Albacete, província inexistent fins aleshores i que es va crear amb territoris de les antigues províncies de Conca, La Manxa i Múrcia, i va quedar integrada administrativament dins de la Regió de Múrcia, tot i que la major part de la província formava part de la Manxa.
Més tard, durant la Segona República tampoc va rebre cap mena de procés d'autonomia com si va succeir amb altres regions, com Catalunya, i el franquisme en revertir aquests processos va desposseir a les regions històriques de qualsevol mena de significat, més enllà del seu ensenyament a les escoles. Després de la reforma i nova divisió politicoadministrativa de 1978, Castella la Nova va deixar de tenir entitat política i el seu antic territori es correspon aproximadament al de les Comunitats Autònomes de Madrid i de Castella-La Manxa, que va incorporar la província d'Albacete.